# Burg Loch (Eichhofen)
Die Burgruine Loch ist eine denkmalgeschützte Burgruine im Ortsteil Loch des bayerischen Marktes Nittendorf und das Wahrzeichen von Loch. Sie ist das seltene Beispiel einer Höhlenburg in Bayern, nur noch in Stein an der Traun in Oberbayern gibt es eine weitere Burg dieser Art. Die Anlage ist unter der Aktennummer D-3-75-175-13 als denkmalgeschütztes Baudenkmal von Loch verzeichnet. Ebenso wird sie als Bodendenkmal unter der Aktennummer D-3-6937-0079 im Bayernatlas als „archäologische Befunde im Bereich der mittelalterlichen Höhlenburg Loch, jungpaläolithische Höhlenstation“ geführt.

## Geschichte
Das Gründungsdatum der kleinen Höhenburg ist historisch nicht gesichert. Sowohl das 12. als auch das 14. Jahrhundert kommen nach Meinung von Historikern in Betracht. Erbauer waren die Rammelsteiner, Herren eines nahe gelegenen Gutes und Ministerialen der Burggrafen von Regensburg. Sie errichteten die Burg zum Schutz eines Hammerwerks. Die Bezeichnung vom Loch ist in einer Urkunde von 1380 nachgewiesen, in dieser bezeichnete sich Jakob Rammelsteiner mit diesem Zusatz. Die Burg diente zur Überwachung des Flusstales der Schwarzen Laber; sie hatte eher einen repräsentativen als fortifikatorischen Wert und wurde eventuell zur Zwischenlagerung von Produkten des Hammerwerks Loch verwendet.
Als 1556 mit Sebastian von Rammelstein der letzte männliche Rammelsteiner starb, kam es zu Erbstreitigkeiten um die Burg und die dazugehörigen Güter. Sebastian hatte die Anlage testamentarisch zwar seiner Frau Margarethe hinterlassen, doch sein Neffe, Wolf Heinrich Sauerzapf, der mit Sebastians Schwester Magdalena verheiratet war, legte dagegen Protest ein. Der sich anschließende Streit wurde erst 1573 durch ein Urteil beigelegt, das die Burg Loch den Sauerzapfs zusprach.
Spätestens 1625 verlegte dessen Nachfahr Veit Philipp Sauerzapf seinen Wohnsitz in das benachbarte Schönhofen, da ihm die Burg zu unbequem zum Wohnen war. Seit jener Zeit standen die Gebäude leer und wurden nicht mehr genutzt. Ein allmählicher Verfall setzte ein.
Christoph von Sauerzapf vermachte die Burg Loch nach seinem Tod 1714 dem Kartäuserkloster Prüll in Regensburg. Im Zuge der Säkularisation fiel die Anlage dem bayerischen Staat zu und kam danach an die jeweiligen Gutsbesitzer von Eichhofen.
Letzte Eigentümer waren Günther und Dietlinde von Braunbehrens, geborene Freiin von Werthern, und deren Nachfahrin Ingeborg Schönharting, geborene Braunbehrens. Diese Familien setzten sich noch geraume Zeit für den Erhalt der Anlage ein, mussten aber den Besitz aus finanziellen Gründen aufgeben. Sie ließen sich aus dem Grundbuch streichen, seither ist die Burg herrenlos. Die Verantwortung trägt damit der Freistaat Bayern, innerhalb dessen Grenzen sich die Burgruine befindet.

## Beschreibung

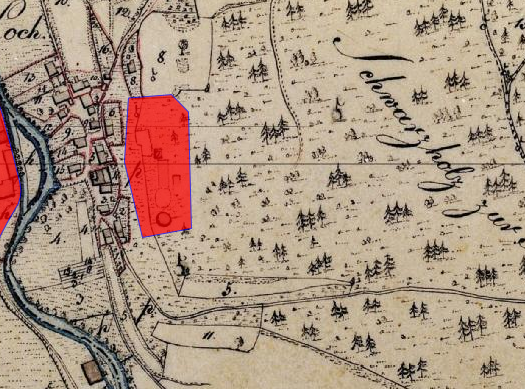
Lageplan der Burg Loch (Eichhofen) auf dem Urkataster von Bayern

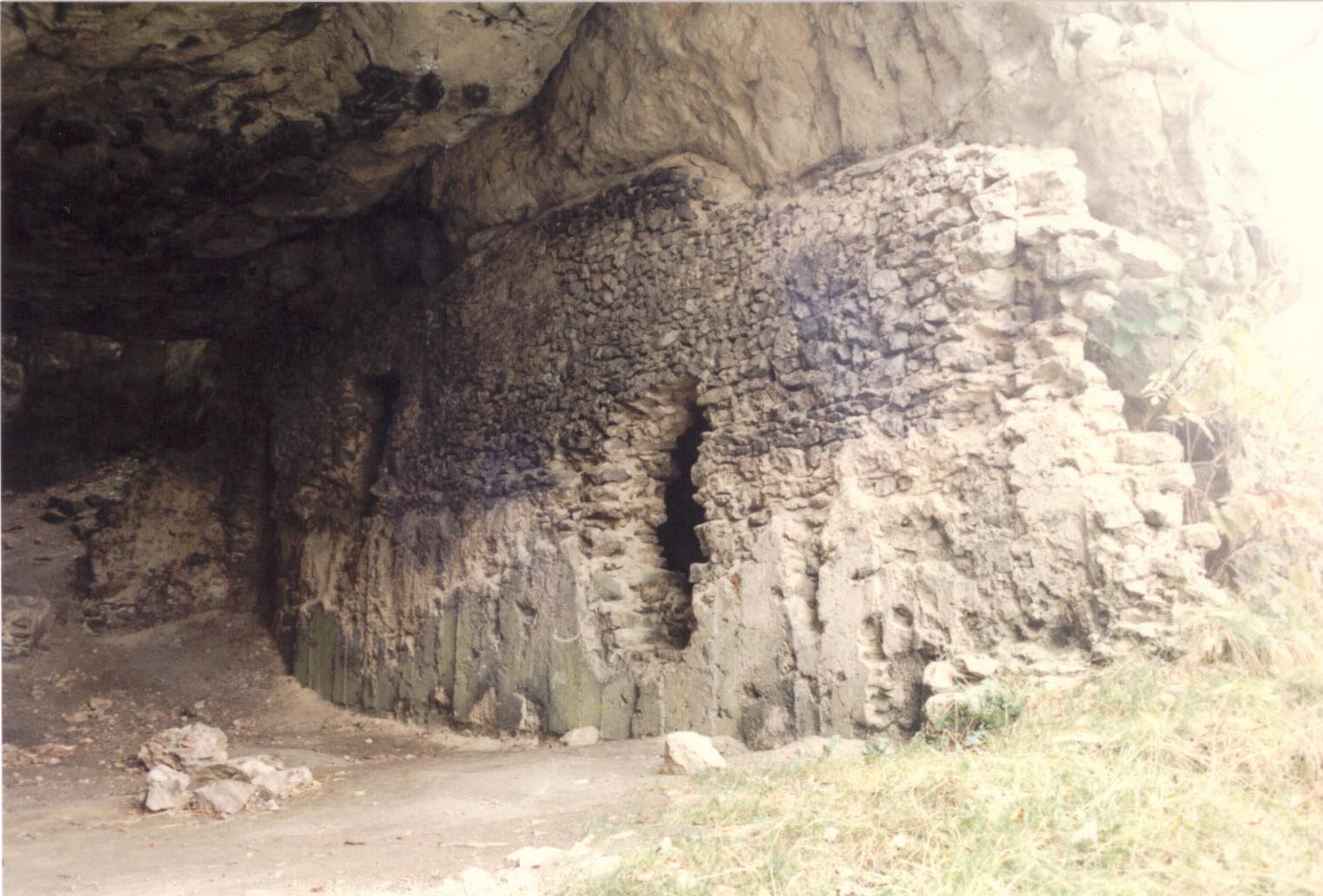
Mauer des Wohntrakts in der Höhle (1990)

Die Burg Loch bestand aus zwei mit Mauern ausgestalteten großen Höhlenräumen. Daran schloss sich ein weit verzweigtes Netz aus kleineren Nebenräumen der Höhle an. Der größte Raum mit einem Grundriss von 12,5 mal 7 Metern wurde als Wohnraum genutzt und war in seinem Inneren mit Holz verschalt. Beheizt wurde er durch eine heute noch sichtbare Feuerstelle. In diesem Raum ist nach Auflassung der Burg die Decke teilweise zur Oberfläche hin durchgebrochen. Deshalb kann man diesen Höhlenraum von der Berghangseite und von der Bergseite her betreten. Gemauerte Wände sind in diesem Raum mit ehemaligen Türen noch vorhanden. Die Höhle umfasst zwei Stockwerke, das obere Stockwerk besitzt aber nur eine kleine Kammer. Außerdem existierten außerhalb der Höhle noch weitere Gebäude, die außen an die Felswand angelehnt waren. Das Areal vor der Höhle war von einer hohen Ringmauer umgeben und durch einen Zwinger zusätzlich geschützt.

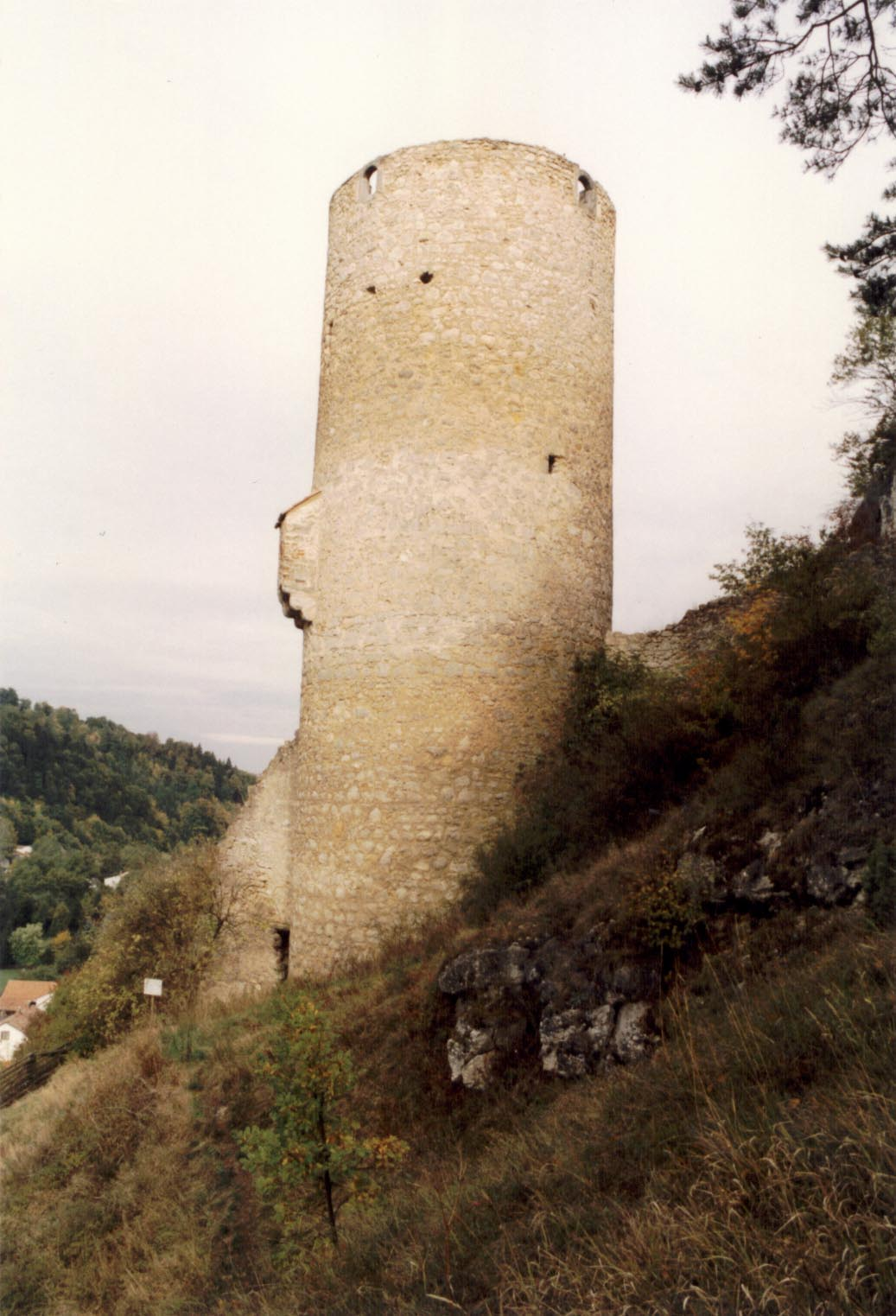
Südseite des Bergfrieds (1990)

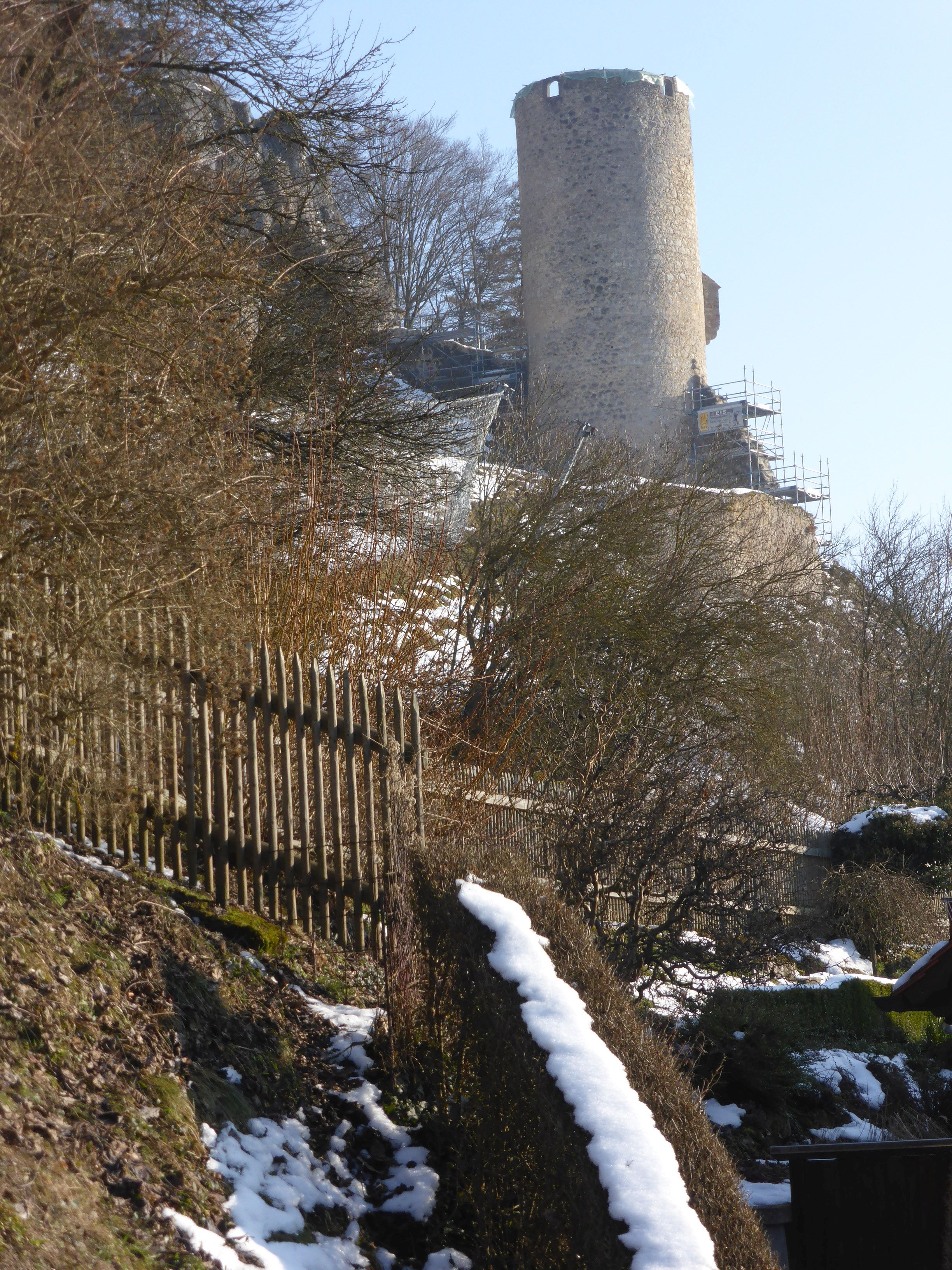
Nordseite des Bergfrieds (2015)

Der direkt vor der Höhle platzierte, runde Bergfried französischer Bauart ist das einzige heute noch intakte und weithin sichtbare Gebäude der Burgruine. Der etwa 22 Meter hohe Turm aus Bruchsteinquadern hat im Erdgeschoss zwei Meter dicke Mauern. Über vier Geschosse verjüngen sich diese bis auf 50 Zentimeter. Durch seine Ausstattung mit Fenstern und Aborterker, heute ist noch das mittelalterliche hölzerne Abortholz vorhanden, war er relativ wohnlich gestaltet und über einen Hocheingang zu betreten. 1989 wurde er restauriert.